# 芦之湯温泉

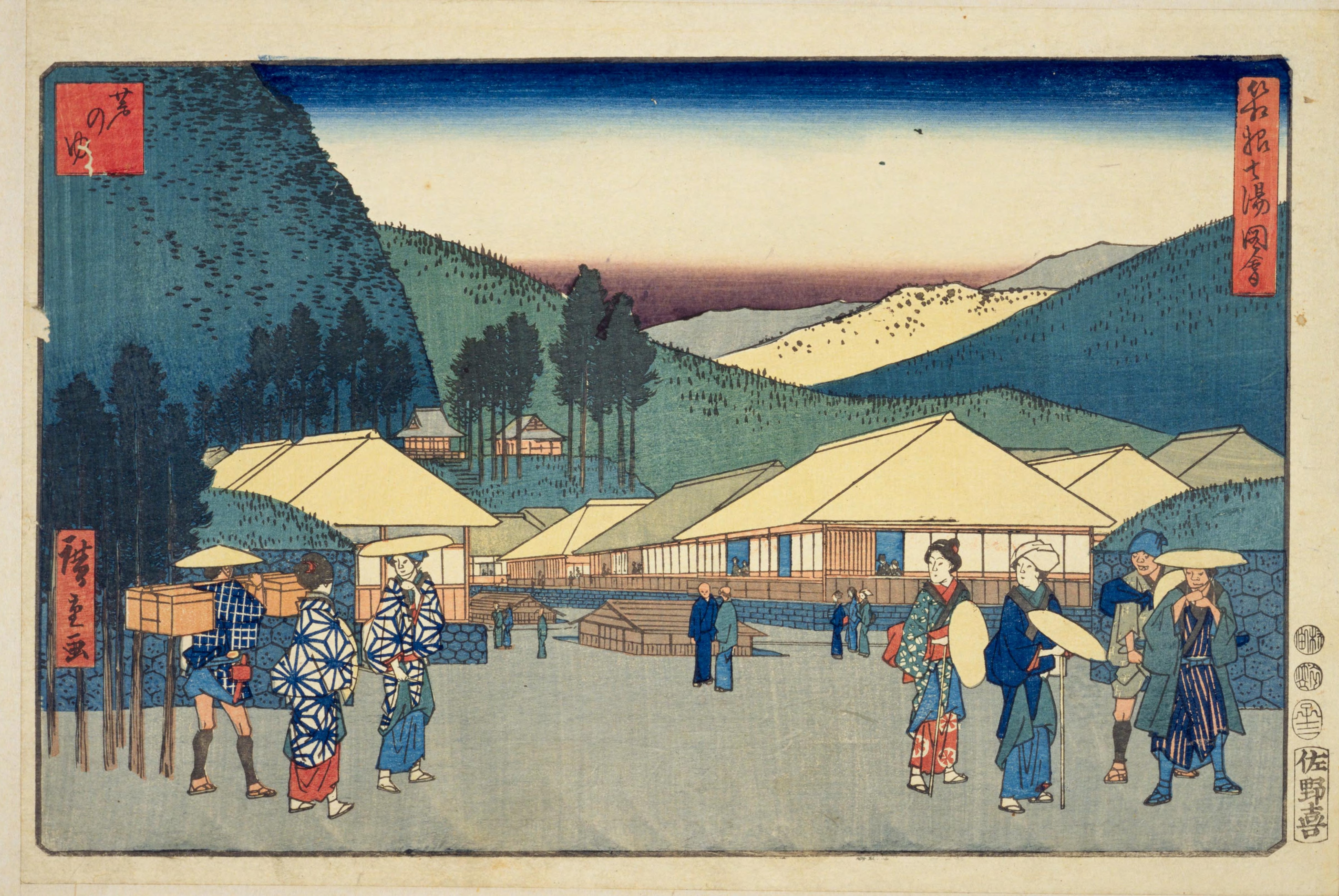
歌川広重『箱根七湯図会』より「芦のゆ」

芦之湯温泉（あしのゆおんせん）は、神奈川県足柄下郡箱根町にある温泉。箱根七湯のひとつ。

## 歴史
駒ヶ岳南麓の標高約870 m地点にある。鎌倉時代には温泉が湧きだしていたことが記録からわかっているが、当時は「あしのうみ」と呼ばれる湿地帯だった。飛鳥井雅有の『春能深山路』には「芦の湖（うみ）の湯」として書かれている。ただし「芦の湖」は芦ノ湖のことではなく阿字ヶ池のこととされている。
温泉場は江戸時代の天和年間に、伊勢国松坂の大南半左衛門が阿字ヶ池を干拓して開き、名を勝間田清左衛門に改めて湯宿を開いたという。江戸時代の温泉番付『諸国温泉効能鑑』では東前頭筆頭に選ばれ、箱根七湯の中でも最も上位に記された。
2015年5月1日、国民保養温泉地に指定された。

## 泉質
硫黄泉、硫酸塩泉など。

## 効能
冷え性、疲労回復、神経痛、リウマチ、皮膚疾患など。

## 周辺

### 阿字ヶ池
もともとは湿地帯でその奥には阿字ヶ池弁財天がある（1744年再建）。
江戸時代に大南半左衛門により一部が干拓されたが、その後、戦時中に芦之湯に疎開していたドイツ兵が掘った池（防火用水）が現在の阿字ヶ池の原型になっている。

### 東光庵
各地の温泉に薬師如来を祀る薬師堂が建てられたが、芦之湯温泉では「東光庵」と名付けられた。東光庵は文人たちのサロンとなっており、賀茂真淵や本居宣長、蜀山人などに親しまれた。
1972年（昭和47年）に小田原の益田鈍翁の別荘から建物を移築したが、この建物は元は京都・知恩院にあった池田輝政夫人の供養堂が大正時代に益田別荘に移築されたものである。